# Tác
Tác är en ort (by) i provinsen Fejér i centrala Ungern. Orten har 1 687 invånare (2024), på en yta av 45,69 km². Den ligger cirka 12 kilometer söder om Székesfehérvár.
Under det romerska kejsardömet var Tác känt som Gorsium-Herculia. Ruinerna av den romerska staden visas på ortens friluftsmuseum.